# Puente de Kazarma
El puente micénico de Kazarma (más comúnmente [e incorrectamente] conocido como  Puente de Arkadiko) está situado en Argólida, en el Peloponeso, Grecia, en la carretera que une  Micenas y Tirinto con Epidauro. Es visible a algunas decenas de metros al norte de la carretera moderna, a la altura del kilómetro 15. Siempre ha estado en servicio y sirve aún hoy para la circulación local y agrícola.

## Tres puentes micénicos
Partiendo de Nauplia, se conservan tres puentes micénicos en esta carretera: desde una altura, un primer puente (Petrogéfyri) permite apreciar plenamente la amplitud de la carretera micénica, que fácilmente podría dar paso a los carros de guerra de la época. El segundo, mucho más conocido, es el puente de Kazarma. El tercer puente, situado cerca de la ciudad de Arkadikó, está en muy mal estado.

## Historia

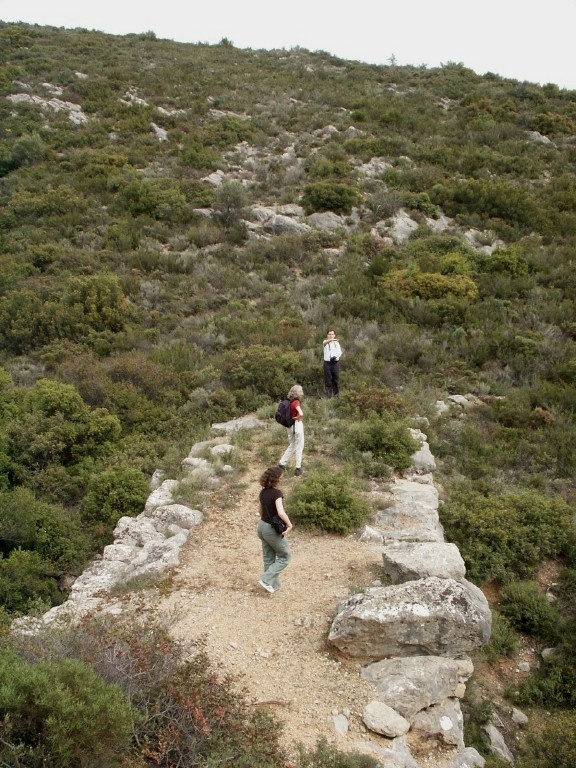
Otro puente micénico, en la misma carretera, más cerca de Nauplia.

Estos puentes fueron probablemente construidos hacia 1300 a. C., en la época micénica, más precisamente en el Heládico IIIb (c. 1340-1200 a. C.) Los puentes contaban con sus correspondientes alcantarillas. La carretera unía las grandes ciudades estado micénicas de Micenas, Argos y Tirinto con el puerto de Palaía Epídavros, y podría ser una prueba del poder central que Micenas ejercía sobre otras ciudades de la región.

## Descripción
Los tres puentes, de técnica parecida, estaban compuestos de una bóveda con arcos en ménsula de grandes bloques calcáreos de aparejo ciclópeo apiladas sin argamasa, característico de las construcciones micénicas, como las que se pueden encontrar en Micenas, Tirinto, Gla y otras fortalezas contemporáneas. Estos puentes figuran entre los más antiguos del mundo.